# Marsilio Ficino
Marsilio Ficino eller Marsilius Ficinus, född 19 oktober 1433 i Figline Valdarno, död 1 oktober 1499 i Careggi, var en italiensk filosof, läkare och humanist. Han var ledare för den platonska akademin i Florens.
Ficino var en av renässansens främsta förmedlare av den antika kulturen och ville skapa en syntes av platonsk filosofi och kristen teologi. Han översatte och kommenterade bland annat Platons samt Plotinos och andra nyplatonska skrifter. Som en återuppstånden Platon samlade han omkring sig i en liten villa i Careggi i närheten av Florens, skänkt av Cosimo de Medici, ett sällskap av vänner, som sammanträffade för fria samtal, framförallt om filosofiska och litterära problem. Denna "Platonska akademi" hade sin egentliga blomstring under Lorenzo de' Medicis regeringsår. Som prästvigd år 1473, försökte Ficino i en "lärd religion" förena filosofin och den religiösa tron, ett försök kännetecknat av synkretiska tendenser.
Bland hans främsta verk märks Theologia platonica de immortalitate animæ och De religione christiana. Hans Opera utgavs i två band 1576.